# Death – Pierce Me
Death – Pierce Me – debiutancki i jedyny album szwedzkiej grupy muzycznej Silencer, wykonującej black metal. Nagrania odbyły się w Klangschmiede Studio E. Pierwsze wydania Death – Pierce Me zostały wydane przez wytwórnię Prophecy Productions. Muzykę do utworów tworzono w latach 1995-2000. Teksty powstały w latach 1998−2000.
Album ukazał się w Niemczech, Rosji, Stanach Zjednoczonych i Australii.

## Lista utworów
| Nr | Tytuł utworu                                       | Długość |
| -- | -------------------------------------------------- | ------- |
| 1. | „Death – Pierce Me” (tekst: Nattramn)              | 10:34   |
| 2. | „Sterile Nails And Thunderbowels”                  | 6:19    |
| 3. | „Taklamakan” (tekst: Nattramn)                     | 8:36    |
| 4. | „The Slow Kill In The Cold” (tekst: leere)         | 11:38   |
| 5. | „I Shall Lead, You Shall Follow” (tekst: Nattramn) | 8:50    |
| 6. | „Freeble Are You - Sons Of Sion”                   | 3:03    |
|    |                                                    | 49:00   |

## Wykonawcy
- Nattramn – wokal
- Leere – gitara, gitara basowa
- Steve Wolz – perkusja

- Olaf Eckhardt – szata graficzna, logo
- Christian Söderholm – projekt
- Łukasz Jaszak – kierownictwo artystyczne
- Markus Stock – produkcja

## Dotychczasowe wydania albumu
| Data wydania         | Wytwórnia               | Katalog ID      | Format           | Opis              |
| -------------------- | ----------------------- | --------------- | ---------------- | ----------------- |
| 30 października 2001 | Prophecy Productions    | PRO 034         | CD               |                   |
| 30 października 2001 | Prophecy Productions    | PRO 034P        | 12" winyl        |                   |
| 2002                 | Irond Records           | IROND CD 02-278 | CD               |                   |
| sierpień 2006        | Autopsy Kitchen Records | AKR012          | CD               |                   |
| 2008                 | Basilisk Productions    | BP-030          | kaseta           | limitowana edycja |
| 21 kwietnia 2008     | Autopsy Kitchen Records | AKR 012         | 12" winyl        | limitowana edycja |
| 21 kwietnia 2008     | Autopsy Kitchen Records | AKR 012         | wydanie winylowe | limitowana edycja |
| 2009                 | Lupus Lounge            | WOLF 009        | digital          |                   |
| 12 czerwca 2009      | Lupus Lounge            | WOLF 009        | CD               | digipak           |
| 2012                 | Lupus Lounge            | WOLF 009LP      | 12" vinyl        | limitowana edycja |